# Justicia mariae
Justicia mariae är en akantusväxtart som beskrevs av M. Hedrén. Justicia mariae ingår i släktet Justicia och familjen akantusväxter. Inga underarter finns listade i Catalogue of Life.